# Otinotoides strigatus
Otinotoides strigatus är en insektsart som beskrevs av Walker 1870. Otinotoides strigatus ingår i släktet Otinotoides och familjen hornstritar. Inga underarter finns listade i Catalogue of Life.